# Yamaha Motor Racing
Yamaha Motor Racing es un equipo japonés de motociclismo de velocidad, que compite en el Campeonato del Mundo de Motociclismo de MotoGP con el nombre de Monster Energy Yamaha MotoGP por motivos de patrocinio. El equipo ha conseguido 8 títulos de pilotos (Valentino Rossi; 2004, 2005, 2008, 2009, Jorge Lorenzo; 2010, 2012, 2015 y Fabio Quartararo; 2021) y 8 títulos de escuderías (2004, 2005, 2008, 2009, 2010, 2015 y 2016) en la categoría reina, siendo uno de los equipos más laureados del campeonato. 
Sus pilotos para la presente temporada de MotoGP 2025, son el francés Fabio Quartararo y el español Álex Rins. Desde 2002, sus pilotos compiten con las sucesivas versiones de la moto Yamaha YZR-M1.

## Historia del equipo

### 1999-2002
El equipo fue fundado en 1999 después de la retirada de la estructura de Wayne Rainey, que funcionó por muchos años con ayuda oficial. La sede del equipo se encontraba en los Países Bajos, pero se trasladó a Italia en 2002.
Max Biaggi y Carlos Checa corrieron para el equipo a partir de 1999 hasta 2002. Max Biaggi consiguió un total de 9 triunfos en ese período, primero montando una Yamaha YZR500 y más tarde la Yamaha YZR-M1 en 2002.

### 2003
En 2003, Carlos Checa se mantuvo en el equipo pero esta vez fue acompañado por el italiano Marco Melandri, ya que Max Biaggi firmó contrato con el equipo Camel Pramac Pons. El equipo tuvo una temporada discreta sin triunfos o podios, con tres cuartos puestos de Checa en Cataluña, Países Bajos y República Checa como los mejores resultados en la temporada.

### 2004
Para 2004 Valentino Rossi tricampeón del mundo recientemente desvinculado del Repsol Honda Team por problemas de entendimiento, acompañó a Carlos Checa en el equipo. Rossi consiguió 9 triunfos, 11 podios y 5 poles adjudicándose su cuarto título mundial y el primero con Yamaha. Checa por su parte consiguió un podio en Francia y una pole en Catar, terminando séptimo con 117 puntos. Con 421 puntos el Gauloises Fortuna Yamaha ganó su primer campeonato mundial de equipos.

### 2005
Colin Edwards que la temporada anterior había corrido con el Telefónica Movistar Honda se unió al equipo en 2005. Valentino Rossi ganó otra vez el campeonato de forma incontrastable, consiguiendo 11 triunfos, 16 podios y 5 poles. Edwards por su parte consiguió 3 podios, terminando la temporada en cuarto lugar con 179 puntos. Con 381 puntos Yamaha consiguió su primer campeonato de constructores en la época de las motos de cuatro tiempos y en equipos el Gauloises Yamaha Team ganó su segundo campeonato consecutivo.

### 2006
Valentino Rossi y Colin Edwards se quedaron en el equipo para la temporada 2006. Rossi luchó por el título con Nicky Hayden hasta la carrera final en Valencia, remonto una desventaja de 51 puntos en el campeonato hasta ponerse puntero del campeonato en Portugal, pero en Valencia Rossi tuvo una caída en carrera mientras que Hayden terminó en el tercer lugar sumado a los problemas mecánicos que llevaron a Rossi a retirarse en China, Francia y los Estados Unidos permitieron que el estadounidense se consagrara campeón mundial de MotoGP.
Edwards terminó la temporada en la séptima posición del campeonato con 124 puntos, consiguiendo solo un podio en el Gran Premio de China.

### 2007
Para la temporada de 2007, ambos pilotos permanecieron en el equipo montando la nueva Yamaha YZR-M1 de 800cc. Rossi consiguió 4 triunfos y terminó la temporada 3.º en la general.

### 2008
En este año, Valentino Rossi consiguió el Campeonato del Mundo y su compañero de equipo Jorge Lorenzo quedó cuarto en el mundial.

### 2009
En esta temporada, Valentino Rossi revalida de nuevo su título consiguiendo su noveno título individual. Jorge Lorenzo consiguió un subcampeonato disputándole el Mundial a su compañero hasta el último momento. Este año fue uno de los mejores para el equipo ya que se consiguió el doblete.

### 2010
Todo empieza bien en el 2010, consiguiendo las tres primeras victorias posibles de la temporada, (1 de Rossi y 2 de Lorenzo), pero una caída de Valentino en los entrenamientos en el Circuito de Mugello, le fractura la tibia y el peroné. Tras la lesión de Rossi, Jorge gana con autoridad en Reino Unido, Holanda, Cataluña, EE. UU, República Checa, Portugal y Valencia. Con un total de 9 victorias, 5 segundos puestos, 2 terceros y 2 cuartos puestos, además de batir el récord de puntos en una temporada, establecido por su antiguo compañero de equipo Valentino Rossi, dejándolo en 383 puntos.

### 2011
Para la temporada 2011 llegó al equipo el estadounidense Ben Spies reemplazando a Valentino Rossi que se había marchado al Ducati Team. Jorge Lorenzo luchó por el título poniendo todo de si pero no pudo poder hacer nada ante el dominio abrumador de Casey Stoner, Lorenzo ganó 3 carreras (España, Italia, San Marino) contra las 10 de Stoner sumado a una lesión en un dedo sufrida en el warm-up del Gran Premio de Australia que no le permitió disputar el gran premio.
Mientras que Spies en su temporada debut con el equipo terminó el campeonato en la quinta ubicación con 176 puntos, consiguió su única victoria de la temporada en los Países Bajos, además de conseguir tres podios en Cataluña, Indianápolis y en Valencia.

### 2012
En la temporada 2012, solo Jorge Lorenzo pudo luchar por el título. Lorenzo consiguió seis victorias en Catar, Francia, Cataluña, Gran Bretaña, Italia y San Marino, además consiguió diez podios, en total sumó 16 podios en 18 carreras disputadas. Mientras tanto su compañero Ben Spies, no pudo subir ni una vez al podio en la temporada. Además Spies sufió una lesión en el Gran Premio de Malasia que no le permitió disputar las últimas dos carreras de la temporada, su lugar en el Gran Premio de Valencia fue ocupado por el japonés Katsuyuki Nakasuga quien sorprendentemente consiguió la segunda posición en la carrera detrás de Dani Pedrosa.
Jorge Lorenzo, se proclamó campeón del mundo con 350 puntos, 18 puntos por delante de Dani Pedrosa quien consiguió 332 puntos. En el campeonato de constructores, Yamaha terminó segundo detrás de Honda por solo 26 puntos y en el campeonato por equipos volvió a quedar por detrás del Repsol Honda Team por 145 puntos.

### 2013
Para 2013 se dio la vuelta de Valentino Rossi después de dos años aciagos en Ducati volviendo a formar dupla con Jorge Lorenzo. El mejor en la temporada fue Lorenzo que consiguió 8 victorias, 14 podios y 4 poles terminando la temporada subcampeón detrás del rookie y a la postre campeón Marc Márquez por solo 4 puntos, una lesión en la clavícula ocurrida en los entrenamientos libres del Gran Premio de Alemania le impidió a Lorenzo obtener su tercer título mundial en esa temporada.
Por su parte, Rossi es su vuelta a Yamaha consiguió una victoria en los Países Bajos, un segundo puesto en la carrera inaugural en Catar y tres terceros puestos en Alemania, Estados Unidos, Aragón y Australia, terminando la temporada cuarto con 237 puntos.

### 2014
Después de tres temporadas sin un patrocinador principal Yamaha firmó un contrato de 5 años con Telefónica por el cual el equipo paso a llamarse Movistar Yamaha MotoGP teniendo como pilotos a Jorge Lorenzo y Valentino Rossi.
Los pilotos de Yamaha no pudieron hacer nada ante el dominio abrumador de Marc Márquez ganador de las 10 primeras pruebas del campeonato y de Honda ganador de las primeras 11 pruebas del campeonato, la primera victoria de Yamaha en el campeonato se dio en la 13.º fecha cuando Valentino Rossi ganó el Gran Premio de San Marino, a esta victoria le siguieron otras tres: dos de Lorenzo en Aragón y Japón y otra de Rossi en Australia. Valentino Rossi término la temporada subcampeón con 295 puntos producto de 2 victorias, 13 podios y 1 pole y Jorge Lorenzo término la temporada en la tercera posición con 263 puntos producto de 2 victorias, 11 podios y 1 pole.

### 2015
La temporada 2015 fue todo lo contrario a 2014, Yamaha ganó los títulos de pilotos, constructores y equipos, ganando 11 de las 18 carreras del campeonato y consiguiendo 27 podios de 54 posibles. El título fue disputado hasta la última fecha entre Valentino Rossi y Jorge Lorenzo, Lorenzo consiguió siete victorias en España, Francia, Italia, Cataluña, República Checa, Aragón y Valencia mientras que Rossi ganó en Catar, Argentina, Países Bajos y Gran Bretaña. En el Gran Premio de Malasia, después de un incidente entre Marc Márquez y Valentino Rossi este último fue sancionado y obligado a largar desde la última posición en el Gran Premio de la Comunidad Valenciana. En el Gran Premio de la Comunidad Valenciana, Lorenzo largó desde la pole position y dominó la carrera desde la primera vuelta hasta la victoria mientras que Rossi largo desde el último lugar y fue remontando hasta terminar en la cuarta posición.
Jorge Lorenzo consiguió su tercer título mundial con Yamaha por solo 5 puntos de ventaja sobre su compañero Valentino Rossi. En la clasificación de constructores Yamaha se impuso por 52 puntos a Honda y en el apartado de equipos el Movistar Yamaha MotoGP ganó el título con 655 puntos por sobre los 453 del Repsol Honda Team.

### 2016
En 2016, Yamaha no pudo repetir el éxito de la temporada anterior: solo consiguieron 6 victorias de 18 y 20 podios de 54 posibles. Tanto Valentino Rossi como Jorge Lorenzo no pudieron contra la regularidad de Marc Márquez, Rossi consiguió dos victorias en España y Cataluña además de ocho podios y tres pole position, mientras que Lorenzo logró cuatro victorias en Catar, Francia, Italia y Valencia sumados a seis podios y cuatro podios. Valentino Rossi término subcampeón por segundo año consecutivo, mientras que Jorge Lorenzo campeón reinante término la temporada en la tercera posición. En el campeonato de constructores Yamaha término en la segunda posición detrás de Honda por solo 16 puntos y en el apartado de equipos el Movistar Yamaha MotoGP ganó el título de equipos por segundo año consecutivo al imponerse nuevamente al Repsol Honda Team por 28 puntos.
El 18 de abril de 2016, se anunció el fichaje de Jorge Lorenzo por el Ducati Team para las temporadas 2017 y 2018, finalizando un vínculo de nueve años con Yamaha que comenzó desde su ascenso a MotoGP en 2008.

### 2017
En 2017 el piloto elegido para acompañar a Valentino Rossi fue Maverick Viñales, proveniente del Equipo Suzuki Ecstar. En esta temporada el equipo apenas consiguió cuatro victorias y 13 podios, muy lejos de lo conseguido en 2015 y 2016. Viñales comenzó de la mejor manera su andadura con Yamaha, ganó las primeras dos carreras de la temporada en Catar y Argentina, en ambas carreras fue acompañado en el podio por Valentino Rossi. Su siguiente victoria se dio en Francia en donde ganó después de luchar hasta las últimas vueltas con Rossi quien se cayó a una vuelta del final. La única victoria de Rossi en la temporada fue en los Países Bajos donde se impuso a Danilo Petrucci por solo 0.063 milésimas; esta también fue la última victoria de Yamaha en la temporada. En la semana previa al Gran Premio de San Marino, Valentino Rossi sufrió la fractura de tibia y peroné de la pierna derecha mientras practicaba enduro. A pesar de que todos los pronósticos indicaban un periodo de recuperación de entre 30 a 40 días, Rossi volvió 18 días después de lesionarse en el Gran Premio de Aragón, donde terminó en la quinta posición.
En su primera temporada en Yamaha, Maverick Viñales terminó en la tercera posición con 230 puntos mientras que Valentino Rossi terminó en la quinta posición con 208 puntos. En el campeonato de constructores Yamaha terminó otra vez detrás de Honda por 36 puntos y en el campeonato de equipos el Movistar Yamaha MotoGP terminó la temporada en la segunda posición, 70 puntos detrás del Repsol Honda Team.

### 2018
La temporada 2018 fue una de las peores temporadas de Yamaha en MotoGP, tanto a nivel técnico como deportivo. A nivel técnico, Yamaha sufrió problemas para exprimir el portencial de la centralita única Magneti Marelli, además de sufrir en cuanto a velocidad punta fruto de un motor no lo suficientemente potente. A raíz de estos problemas, después de la clasificación del Gran Premio de Austria, el responsable técnico de Yamaha en MotoGP: Kouji Tsuya pidió disculpas públicas en nombre de Yamaha a Valentino Rossi y Maverick Viñales. En cuanto a nivel deportivo, Yamaha sufrió la peor racha de carreras sin victorias en el Campeonato de Mundo: 25 carreras sin conseguir la victoria, la racha nagativa comenzó en el Gran Premio de Alemania de 2017 y finalizó cuando Maverick Viñales consiguió la victoria en el Gran Premio de Australia 2018. En la temporada, Yahama solo consiguió 10 podios: 5 podios con Valentino Rossi y otros 5 con Maverick Viñales.
El piloto mejor ubicado fue Valentino Rossi quien terminó en la tercera posición con 198 puntos muy lejos de Marc Márquez y Andrea Dovizioso, campeón y subcampeón respectivamente, mientras que Maverick Viñales terminó en la cuarta posición com 193 puntos a 5 puntos de Rossi. En el campeonato de constructores Yamaha quedó muy lejos de Honda y Ducati mientras que en el campeonato de equipos el Movistar Yamaha MotoGP terminó tercero detrás del Ducati Team y el Repsol Honda Team.

### 2019
La temporada 2019 de Yamaha comenzó en enero con el despido del responable técnico, Kouji Tsuya. Su reemplazo en el departamento técnico fue su compatriota Takahiro Sumi.

### 2020
La Temporada 2020 Yamaha comenzó con buenos puestos de Maverick Viñales y Valentino Rossi. En los test de Misano, Yamaha probó unos escapes nuevos Akrapovic para las siguientes carreras. En la conferencia de prensa de Aragón, Yamaha anunció el despido de Jorge Lorenzo pero dándole la oportunidad a Andrea Dovizioso a subir como piloto de test de Yamaha.

## Resultados en el Campeonato del Mundo de Motociclismo
(Carreras en negrita indica pole position, carreras en cursiva indica vuelta rápida)
| Año    | Neu.   | Equipo                       | Moto          | N.º    | Piloto             | 1       | 2       | 3       | 4       | 5       | 6       | 7       | 8       | 9       | 10      | 11      | 12      | 13      | 14      | 15      | 16      | 17      | 18      | 19      | 20     | 21     | 22     | C.P.   | Pts..    | C.E.   | Pts..  |
| 500 cc | 500 cc | 500 cc                       | 500 cc        | 500 cc | 500 cc             | 500 cc  | 500 cc  | 500 cc  | 500 cc  | 500 cc  | 500 cc  | 500 cc  | 500 cc  | 500 cc  | 500 cc  | 500 cc  | 500 cc  | 500 cc  | 500 cc  | 500 cc  | 500 cc  | 500 cc  | 500 cc  | 500 cc  | 500 cc | 500 cc | 500 cc | 500 cc | 500 cc   | 500 cc | 500 cc |
| ------ | ------ | ---------------------------- | ------------- | ------ | ------------------ | ------- | ------- | ------- | ------- | ------- | ------- | ------- | ------- | ------- | ------- | ------- | ------- | ------- | ------- | ------- | ------- | ------- | ------- | ------- | ------ | ------ | ------ | ------ | -------- | ------ | ------ |
| 1999   | M      | Marlboro Yamaha Team         | Yamaha YZR500 | 2      | Max Biaggi         | MAL Ret | JAP 9   | ESP 2   | FRA Ret | ITA 2   | CAT Ret | NED 5   | GBR 4   | ALE Ret | CZE 4   | IMO 3   | VAL 7   | AUS 2   | RSA 1   | RÍO 2   | ARG 2   |         |         |         |        |        |        | 4.º    | 194      | –      | –      |
| 1999   | M      | Marlboro Yamaha Team         | Yamaha YZR500 | 4      | Carlos Checa       | MAL 2   | JAP 6   | ESP 10  | FRA 5   | ITA 7   | CAT 7   | NED Ret | GBR Ret | ALE 4   | CZE Ret | IMO Ret | VAL 5   | AUS 4   | RSA 6   | RÍO Ret | ARG 4   |         |         |         |        |        |        | 7.º    | 125      | –      | –      |
| 2000   | M      | Marlboro Yamaha Team         | Yamaha YZR500 | 4      | Max Biaggi         | RSA Ret | MAL 4   | JAP Ret | ESP Ret | FRA Ret | ITA 9   | CAT 5   | NED 4   | GBR 9   | ALE 4   | CZE 1   | POR 4   | VAL 3   | RÍO 5   | PAC 3   | AUS 1   |         |         |         |        |        |        | 3.º    | 170      | –      | –      |
| 2000   | M      | Marlboro Yamaha Team         | Yamaha YZR500 | 7      | Carlos Checa       | RSA 2   | MAL 2   | JAP 5   | ESP 2   | FRA 7   | ITA 2   | CAT Ret | NED 5   | GBR 11  | ALE 9   | CZE 11  | POR 12  | VAL 7   | RÍO 15  | PAC 4   | AUS Ret |         |         |         |        |        |        | 6.º    | 155      | –      | –      |
| 2001   | M      | Marlboro Yamaha Team         | Yamaha YZR500 | 3      | Max Biaggi         | JAP 3   | RSA 8   | ESP 11  | FRA 1   | ITA 3   | CAT 2   | NED 1   | GBR 2   | ALE 1   | CZE 10  | POR 5   | VAL 10  | PAC Ret | AUS 2   | MAL Ret | RÍO 3   |         |         |         |        |        |        | 2.º    | 219      | –      | –      |
| 2001   | M      | Marlboro Yamaha Team         | Yamaha YZR500 | 7      | Carlos Checa       | JAP 10  | RSA     | ESP 14  | FRA 2   | ITA Ret | CAT 8   | NED Ret | GBR 5   | ALE 2   | CZE 7   | POR 4   | VAL 4   | PAC 7   | AUS 16  | MAL 10  | RÍO 2   |         |         |         |        |        |        | 6.º    | 137      | –      | –      |
| MotoGP |        |                              |               |        |                    |         |         |         |         |         |         |         |         |         |         |         |         |         |         |         |         |         |         |         |        |        |        |        |          |        |        |
| 2002   | M      | Marlboro Yamaha Team         | Yamaha YZR-M1 | 3      | Max Biaggi         | JPN Ret | RSA 9   | ESP DSQ | FRA 3   | ITA 2   | CAT 4   | NED 4   | GBR 2   | GER 2   | CZE 1   | POR 6   | BRA 2   | PAC Ret | MAL 1   | AUS 6   | VAL 3   |         |         |         |        |        |        | 2.º    | 215      | 2.º    | 356    |
| 2002   | M      | Marlboro Yamaha Team         | Yamaha YZR-M1 | 7      | Carlos Checa       | JPN 3   | RSA 5   | ESP Ret | FRA Ret | ITA 4   | CAT 3   | NED 3   | GBR Ret | GER 4   | CZE 5   | POR 2   | BRA Ret | PAC 5   | MAL 7   | AUS 11  | VAL Ret |         |         |         |        |        |        | 5.º    | 141      | 2.º    | 356    |
| 2003   | M      | Fortuna Yamaha Team          | Yamaha YZR-M1 | 7      | Carlos Checa       | JPN 10  | RSA 9   | ESP Ret | FRA Ret | ITA 8   | CAT 4   | NED 4   | GBR 6   | GER 8   | CZE 4   | POR 8   | BRA 9   | PAC Ret | MAL 5   | AUS 8   | VAL 5   |         |         |         |        |        |        | 7.º    | 123      | 5.º    | 188    |
| 2003   | M      | Fortuna Yamaha Team          | Yamaha YZR-M1 | 17     | Norifumi Abe       | JPN 11  | RSA 8   | ESP     | FRA     | ITA     | CAT     | NED     | GBR     | GER     | CZE     | POR     | BRA     | PAC     | MAL     | AUS     | VAL 9   |         |         |         |        |        |        | 16.º   | 20(31)   | 5.º    | 188    |
| 2003   | M      | Fortuna Yamaha Team          | Yamaha YZR-M1 | 33     | Marco Melandri     | JPN     | RSA     | ESP 17  | FRA 15  | ITA 11  | CAT 13  | NED Ret | GBR Ret | GER Ret | CZE 10  | POR 7   | BRA 11  | PAC 5   | MAL 11  | AUS Ret | VAL     |         |         |         |        |        |        | 15.º   | 45       | 5.º    | 188    |
| 2004   | M      | Gauloises Fortuna Yamaha     | Yamaha YZR-M1 | 7      | Carlos Checa       | RSA 10  | ESP 6   | FRA 2   | ITA Ret | CAT 4   | NED 9   | BRA 10  | GER Ret | GBR 6   | CZE 6   | POR 5   | JPN 7   | QAT Ret | MAL 9   | AUS 10  | VAL 14  |         |         |         |        |        |        | 7.º    | 117      | 1.º    | 356    |
| 2004   | M      | Gauloises Fortuna Yamaha     | Yamaha YZR-M1 | 46     | Valentino Rossi    | RSA 1   | ESP 4   | FRA 4   | ITA 1   | CAT 1   | NED 1   | BRA Ret | GER 4   | GBR 1   | CZE 2   | POR 1   | JPN 2   | QAT Ret | MAL 1   | AUS 1   | VAL 1   |         |         |         |        |        |        | 1.º    | 304      | 1.º    | 356    |
| 2005   | M      | Gauloises Yamaha Team        | Yamaha YZR-M1 | 5      | Colin Edwards      | ESP 9   | POR 6   | CHN 8   | FRA 3   | ITA 9   | CAT 7   | NED 3   | USA 2   | GBR 4   | GER 8   | CZE 7   | JPN 6   | MAL 10  | QAT 4   | AUS 6   | TUR 7   | VAL 8   |         |         |        |        |        | 4.º    | 179      | 1.º    | 546    |
| 2005   | M      | Gauloises Yamaha Team        | Yamaha YZR-M1 | 46     | Valentino Rossi    | ESP 1   | POR 2   | CHN 1   | FRA 1   | ITA 1   | CAT 1   | NED 1   | USA 3   | GBR 1   | GER 1   | CZE 1   | JPN Ret | MAL 2   | QAT 1   | AUS 1   | TUR 2   | VAL 3   |         |         |        |        |        | 1.º    | 367      | 1.º    | 546    |
| 2006   | M      | Camel Yamaha Team            | Yamaha YZR-M1 | 5      | Colin Edwards      | ESP 11  | QAT 9   | TUR 9   | CHN 3   | FRA 6   | ITA 12  | CAT 5   | NED 13  | GBR 6   | GER 12  | USA 9   | CZE 10  | MAL 10  | AUS Ret | JPN 8   | POR 4   | VAL 9   |         |         |        |        |        | 7.º    | 124      | 2.º    | 371    |
| 2006   | M      | Camel Yamaha Team            | Yamaha YZR-M1 | 46     | Valentino Rossi    | ESP 14  | QAT 1   | TUR 4   | CHN Ret | FRA Ret | ITA 1   | CAT 1   | NED 8   | GBR 2   | GER 1   | USA Ret | CZE 2   | MAL 1   | AUS 3   | JPN 2   | POR 2   | VAL 13  |         |         |        |        |        | 2.º    | 247      | 2.º    | 371    |
| 2007   | M      | Fiat Yamaha Team             | Yamaha YZR-M1 | 5      | Colin Edwards      | QAT 6   | ESP 3   | TUR Ret | CHN 11  | FRA 12  | ITA 12  | CAT 10  | GBR 2   | NED 6   | GER 4   | USA 11  | CZE Ret | SMR 9   | POR 10  | JPN 14  | AUS 9   | MAL 10  | VAL 13  |         |        |        |        | 9.º    | 124      | 4.º    | 365    |
| 2007   | M      | Fiat Yamaha Team             | Yamaha YZR-M1 | 46     | Valentino Rossi    | QAT 2   | ESP 1   | TUR 10  | CHN 2   | FRA 6   | ITA 1   | CAT 2   | GBR 4   | NED 1   | GER Ret | USA 4   | CZE 7   | SMR Ret | POR 1   | JPN 13  | AUS 3   | MAL 5   | VAL Ret |         |        |        |        | 3.º    | 241      | 4.º    | 365    |
| 2008   | B M    | Fiat Yamaha Team             | Yamaha YZR-M1 | 46     | Valentino Rossi    | QAT 5   | ESP 2   | POR 3   | CHN 1   | FRA 1   | ITA 1   | CAT 2   | GBR 2   | NED 11  | GER 2   | USA 1   | CZE 1   | SMR 1   | IND 1   | JPN 1   | AUS 2   | MAL 1   | VAL 3   |         |        |        |        | 1.º    | 373      | 1.º    | 563    |
| 2008   | B M    | Fiat Yamaha Team             | Yamaha YZR-M1 | 48     | Jorge Lorenzo      | QAT 2   | ESP 3   | POR 1   | CHN 4   | FRA 2   | ITA Ret | CAT     | GBR 6   | NED 6   | GER Ret | USA Ret | CZE 10  | SMR 2   | IND 3   | JPN 4   | AUS 4   | MAL Ret | VAL 8   |         |        |        |        | 4.º    | 190      | 1.º    | 563    |
| 2009   | B      | Fiat Yamaha Team             | Yamaha YZR-M1 | 46     | Valentino Rossi    | QAT 2   | JPN 2   | ESP 1   | FRA 16  | ITA 3   | CAT 1   | NED 1   | USA 2   | GER 1   | GBR 5   | CZE 1   | IND Ret | SMR 1   | POR 4   | AUS 2   | MAL 3   | VAL 2   |         |         |        |        |        | 1.º    | 306      | 1.º    | 567    |
| 2009   | B      | Fiat Yamaha Team             | Yamaha YZR-M1 | 99     | Jorge Lorenzo      | QAT 3   | JPN 1   | ESP Ret | FRA 1   | ITA 2   | CAT 2   | NED 2   | USA 3   | GER 2   | GBR Ret | CZE Ret | IND 1   | SMR 2   | POR 1   | AUS Ret | MAL 4   | VAL 3   |         |         |        |        |        | 2.º    | 261      | 1.º    | 567    |
| 2010   | B      | Fiat Yamaha Team             | Yamaha YZR-M1 | 8      | Wataru Yoshikawa   | QAT     | ESP     | FRA     | ITA     | GBR     | NED     | CAT 15  | GER     | USA     | CZE     | IND     | SMR     | ARA     | JPN     | MAL     | AUS     | POR     | VAL     |         |        |        |        | 22.º   | 1        | 1.º    | 617    |
| 2010   | B      | Fiat Yamaha Team             | Yamaha YZR-M1 | 46     | Valentino Rossi    | QAT 1   | ESP 3   | FRA 2   | ITA DNS | GBR     | NED     | CAT     | GER 4   | USA 3   | CZE 5   | IND 4   | SMR 3   | ARA 6   | JPN 3   | MAL 1   | AUS 3   | POR 2   | VAL 3   |         |        |        |        | 3.º    | 233      | 1.º    | 617    |
| 2010   | B      | Fiat Yamaha Team             | Yamaha YZR-M1 | 99     | Jorge Lorenzo      | QAT 2   | ESP 1   | FRA 1   | ITA 2   | GBR 1   | NED 1   | CAT 1   | GER 2   | USA 1   | CZE 1   | IND 3   | SMR 2   | ARA 4   | JPN 4   | MAL 3   | AUS 2   | POR 1   | VAL 1   |         |        |        |        | 1.º    | 383      | 1.º    | 617    |
| 2011   | B      | Yamaha Factory Racing        | Yamaha YZR-M1 | 1      | Jorge Lorenzo      | QAT 2   | ESP 1   | POR 2   | FRA 4   | CAT 2   | GBR Ret | NED 6   | ITA 1   | GER 2   | USA 2   | CZE 4   | IND 4   | SMR 1   | ARA 3   | JPN 2   | AUS DNS | MAL C   | VAL     |         |        |        |        | 2.º    | 260      | 2.º    | 446    |
| 2011   | B      | Yamaha Factory Racing        | Yamaha YZR-M1 | 11     | Ben Spies          | QAT 6   | ESP Ret | POR Ret | FRA 6   | CAT 3   | GBR Ret | NED 1   | ITA 4   | GER 5   | USA 4   | CZE 5   | IND 3   | SMR 6   | ARA 5   | JPN 6   | AUS DNS | MAL C   | VAL 2   |         |        |        |        | 5.º    | 176      | 2.º    | 446    |
| 2011   | B      | Yamaha Factory Racing        | Yamaha YZR-M1 | 89     | Katsuyuki Nakasuga | QAT     | ESP     | POR     | FRA     | CAT     | GBR     | NED     | ITA     | GER     | USA     | CZE     | IND     | SMR     | ARA     | JPN     | AUS     | MAL C   | VAL 10  |         |        |        |        | 18.º   | 10       | 2.º    | 446    |
| 2012   | B      | Yamaha Factory Racing        | Yamaha YZR-M1 | 11     | Ben Spies          | QAT 11  | ESP 11  | POR 8   | FRA 16  | CAT 10  | GBR 5   | NED 4   | GER 4   | ITA 11  | USA Ret | IND Ret | CZE Ret | SMR 5   | ARA 5   | JPN Ret | MAL Ret | AUS     | VAL     |         |        |        |        | 10.º   | 88       | 2.º    | 465    |
| 2012   | B      | Yamaha Factory Racing        | Yamaha YZR-M1 | 89     | Katsuyuki Nakasuga | QAT     | ESP     | POR     | FRA     | CAT     | GBR     | NED     | GER     | ITA     | USA     | IND     | CZE     | SMR     | ARA     | JPN 9   | MAL     | AUS     | VAL 2   |         |        |        |        | 18.º   | 27       | 2.º    | 465    |
| 2012   | B      | Yamaha Factory Racing        | Yamaha YZR-M1 | 99     | Jorge Lorenzo      | QAT 1   | ESP 2   | POR 2   | FRA 1   | CAT 1   | GBR 1   | NED Ret | GER 2   | ITA 1   | USA 2   | IND 2   | CZE 2   | SMR 1   | ARA 2   | JPN 2   | MAL 2   | AUS 2   | VAL Ret |         |        |        |        | 1.º    | 350      | 2.º    | 465    |
| 2013   | B      | Yamaha Factory Racing        | Yamaha YZR-M1 | 46     | Valentino Rossi    | QAT 2   | AME 6   | ESP 4   | FRA 12  | ITA Ret | CAT 4   | NED 1   | GER 3   | USA 3   | IND 4   | CZE 4   | GBR 4   | SMR 4   | ARA 3   | MAL 4   | AUS 3   | JPN 6   | VAL 4   |         |        |        |        | 4.º    | 237      | 2.º    | 567    |
| 2013   | B      | Yamaha Factory Racing        | Yamaha YZR-M1 | 99     | Jorge Lorenzo      | QAT 1   | AME 3   | ESP 3   | FRA 7   | ITA 1   | CAT 1   | NED 5   | GER DNS | USA 6   | IND 3   | CZE 3   | GBR 1   | SMR 1   | ARA 2   | MAL 3   | AUS 1   | JPN 1   | VAL 1   |         |        |        |        | 2.º    | 330      | 2.º    | 567    |
| 2014   | B      | Movistar Yamaha MotoGP       | Yamaha YZR-M1 | 46     | Valentino Rossi    | QAT 2   | AME 8   | ARG 4   | ESP 2   | FRA 2   | ITA 3   | CAT 2   | NED 5   | GER 4   | IND 3   | CZE 3   | GBR 3   | SMR 1   | ARA Ret | JPN 3   | AUS 1   | MAL 2   | VAL 2   |         |        |        |        | 2.º    | 295      | 2.º    | 558    |
| 2014   | B      | Movistar Yamaha MotoGP       | Yamaha YZR-M1 | 99     | Jorge Lorenzo      | QAT Ret | AME 10  | ARG 3   | ESP 4   | FRA 6   | ITA 2   | CAT 4   | NED 13  | GER 3   | IND 2   | CZE 2   | GBR 2   | SMR 2   | ARA 1   | JPN 1   | AUS 2   | MAL 3   | VAL Ret |         |        |        |        | 3.º    | 263      | 2.º    | 558    |
| 2015   | B      | Movistar Yamaha MotoGP       | Yamaha YZR-M1 | 46     | Valentino Rossi    | QAT 1   | AME 3   | ARG 1   | ESP 3   | FRA 2   | ITA 3   | CAT 2   | NED 1   | GER 3   | IND 3   | CZE 3   | GBR 1   | SMR 5   | ARA 3   | JPN 2   | AUS 4   | MAL 3   | VAL 4   |         |        |        |        | 2.º    | 325      | 1.º    | 655    |
| 2015   | B      | Movistar Yamaha MotoGP       | Yamaha YZR-M1 | 99     | Jorge Lorenzo      | QAT 4   | AME 4   | ARG 5   | ESP 1   | FRA 1   | ITA 1   | CAT 1   | NED 3   | GER 4   | IND 2   | CZE 1   | GBR 4   | SMR Ret | ARA 1   | JPN 3   | AUS 2   | MAL 2   | VAL 1   |         |        |        |        | 1.º    | 330      | 1.º    | 655    |
| 2016   | M      | Movistar Yamaha MotoGP       | Yamaha YZR-M1 | 46     | Valentino Rossi    | QAT 4   | ARG 2   | AME Ret | ESP 1   | FRA 2   | ITA Ret | CAT 1   | NED Ret | GER 8   | AUT 4   | CZE 2   | GBR 3   | SMR 2   | ARA 3   | JPN Ret | AUS 2   | MAL 2   | VAL 4   |         |        |        |        | 2.º    | 249      | 1.º    | 482    |
| 2016   | M      | Movistar Yamaha MotoGP       | Yamaha YZR-M1 | 99     | Jorge Lorenzo      | QAT 1   | ARG Ret | AME 2   | ESP 2   | FRA 1   | ITA 1   | CAT Ret | NED 10  | GER 15  | AUT 3   | CZE 17  | GBR 8   | SMR 3   | ARA 2   | JPN Ret | AUS 6   | MAL 3   | VAL 1   |         |        |        |        | 3.º    | 233      | 1.º    | 482    |
| 2017   | M      | Movistar Yamaha MotoGP       | Yamaha YZR-M1 | 25     | Maverick Viñales   | QAT 1   | ARG 1   | AME Ret | ESP 6   | FRA 1   | ITA 2   | CAT 10  | NED Ret | GER 4   | CZE 3   | AUT 6   | GBR 2   | SMR 4   | ARA 4   | JPN 9   | AUS 3   | MAL 9   | VAL 12  |         |        |        |        | 3.º    | 230      | 2.º    | 438    |
| 2017   | M      | Movistar Yamaha MotoGP       | Yamaha YZR-M1 | 46     | Valentino Rossi    | QAT 3   | ARG 2   | AME 2   | ESP 10  | FRA Ret | ITA 4   | CAT 8   | NED 1   | GER 5   | CZE 4   | AUT 7   | GBR 3   | SMR     | ARA 5   | JPN Ret | AUS 2   | MAL 7   | VAL 5   |         |        |        |        | 5.º    | 208      | 2.º    | 438    |
| 2018   | M      | Movistar Yamaha MotoGP       | Yamaha YZR-M1 | 25     | Maverick Viñales   | QAT 6   | ARG 5   | AME 2   | ESP 7   | FRA 7   | ITA 8   | CAT 6   | NED 3   | GER 3   | CZE Ret | AUT 12  | GBR C   | RSM 5   | ARA 10  | THA 3   | JPN 7   | AUS 1   | MAL 4   | VAL Ret |        |        |        | 4.º    | 193      | 3.º    | 391    |
| 2018   | M      | Movistar Yamaha MotoGP       | Yamaha YZR-M1 | 46     | Valentino Rossi    | QAT 3   | ARG 19  | AME 4   | ESP 5   | FRA 3   | ITA 3   | CAT 3   | NED 5   | GER 2   | CZE 4   | AUT 6   | GBR C   | RSM 7   | ARA 8   | THA 4   | JPN 4   | AUS 6   | MAL 18  | VAL 13  |        |        |        | 3.º    | 198      | 3.º    | 391    |
| 2019   | M      | Monster Energy Yamaha MotoGP | Yamaha YZR-M1 | 12     | Maverick Viñales   | QAT 7   | ARG Ret | AME 11  | ESP 3   | FRA Ret | ITA 6   | CAT Ret | NED 1   | GER 2   | CZE 10  | AUT 5   | GBR 3   | RSM 3   | ARA 4   | THA 3   | JPN 4   | AUS Ret | MAL 1   | VAL 6   |        |        |        | 3.º    | 211      | 3.º    | 385    |
| 2019   | M      | Monster Energy Yamaha MotoGP | Yamaha YZR-M1 | 46     | Valentino Rossi    | QAT 5   | ARG 2   | AME 2   | ESP 6   | FRA 5   | ITA Ret | CAT Ret | NED Ret | GER 8   | CZE 6   | AUT 4   | GBR 4   | RSM 4   | ARA 8   | THA 8   | JPN Ret | AUS 8   | MAL 4   | VAL 8   |        |        |        | 7.º    | 174      | 3.º    | 385    |
| 2020   | M      | Monster Energy Yamaha MotoGP | Yamaha YZR-M1 | 12     | Maverick Viñales   | QAT C   | SPA 2   | AND 2   | CZE 14  | AUT 10  | EST Ret | RSM 6   | ERM 1   | CAT 9   | FRA 10  | ARA 4   | TER 7   | EUR 13  | VAL 10  | POR 11  |         |         |         |         |        |        |        | 6.º    | 132      | 6.º    | 178    |
| 2020   | M      | Monster Energy Yamaha MotoGP | Yamaha YZR-M1 | 46     | Valentino Rossi    | QAT C   | SPA Ret | AND 3   | CZE 5   | AUT 5   | EST 9   | RSM 4   | ERM Ret | CAT Ret | FRA Ret | ARA     | TER     | EUR Ret | VAL 12  | POR 12  |         |         |         |         |        |        |        | 15.º   | 66       | 6.º    | 178    |
| 2021   | M      | Monster Energy Yamaha MotoGP | Yamaha YZR-M1 | 12     | Maverick Viñales   | QAT 1   | DOH 5   | POR 11  | SPA 7   | FRA 10  | ITA 8   | CAT 5   | GER 19  | NED 2   | EST NC  | AUT     | GBR     | ARA     | RSM     | AME     | ERM     | ALG     | VAL     |         |        |        |        | 10.º   | 95 (106) | 2.º    | 380    |
| 2021   | M      | Monster Energy Yamaha MotoGP | Yamaha YZR-M1 | 20     | Fabio Quartararo   | QAT 5   | DOH 1   | POR 1   | SPA 13  | FRA 3   | ITA 1   | CAT 6   | GER 3   | NED 1   | EST 3   | AUT 7   | GBR 1   | ARA 8   | RSM 2   | AME 2   | ERM 4   | ALG Ret | VAL 5   |         |        |        |        | 1.º    | 278      | 2.º    | 380    |
| 2021   | M      | Monster Energy Yamaha MotoGP | Yamaha YZR-M1 | 21     | Franco Morbidelli  | QAT     | DOH     | POR     | SPA     | FRA     | ITA     | CAT     | GER     | NED     | EST     | AUT     | GBR     | ARA     | RSM 18  | AME 19  | ERM 14  | ALG 17  | VAL 11  |         |        |        |        | 17.º   | 7 (47)   | 2.º    | 380    |
| 2021   | M      | Monster Energy Yamaha MotoGP | Yamaha YZR-M1 | 35     | Cal Crutchlow      | QAT     | DOH     | POR     | SPA     | FRA     | ITA     | CAT     | GER     | NED     | EST     | AUT     | GBR 17  | ARA 16  | RSM     | AME     | ERM     | ALG     | VAL     |         |        |        |        | 28.º   | 0        | 2.º    | 380    |
| 2022   | M      | Monster Energy Yamaha MotoGP | Yamaha YZR-M1 | 20     | Fabio Quartararo   | QAT 9   | INA 2   | ARG 8   | AME 7   | POR 1   | SPA 2   | FRA 4   | ITA 2   | CAT 1   | GER 1   | NED Ret | GBR 8   | AUT 2   | RSM 5   | ARA Ret | JPN 8   | THA 17  | AUS Ret | MAL 3   | VAL 4  |        |        | 2.º    | 248      | 5.º    | 290    |
| 2022   | M      | Monster Energy Yamaha MotoGP | Yamaha YZR-M1 | 21     | Franco Morbidelli  | QAT 11  | INA 7   | ARG Ret | AME 16  | POR 13  | SPA 15  | FRA 15  | ITA 17  | CAT 13  | GER 13  | NED Ret | GBR 15  | AUT Ret | RSM Ret | ARA 17  | JPN 14  | THA 13  | AUS Ret | MAL 11  | VAL 10 |        |        | 19.º   | 42       | 5.º    | 290    |
| 2023   | M      | Monster Energy Yamaha MotoGP | Yamaha YZR-M1 | 20     | Fabio Quartararo   | POR 8   | ARG 7   | AME 3   | SPA 10  | FRA 7   | ITA 11  | GER 13  | NED Ret | GBR 15  | AUT 8   | CAT 7   | RSM 13  | IND 3   | JPN 10  | INA 3   | AUS 14  | THA 5   | MAL 5   | QAT 7   | VAL 11 |        |        | 10.º   | 172      | 7.º    | 274    |
| 2023   | M      | Monster Energy Yamaha MotoGP | Yamaha YZR-M1 | 21     | Franco Morbidelli  | POR 14  | ARG 4   | AME 8   | SPA 11  | FRA 10  | ITA 10  | GER 12  | NED 9   | GBR 14  | AUT 11  | CAT 14  | RSM 15  | IND 7   | JPN 17  | INA 14  | AUS 17  | THA 11  | MAL 7   | QAT 16  | VAL 7  |        |        | 13.º   | 102      | 7.º    | 274    |
| 2024   | M      | Monster Energy Yamaha MotoGP | Yamaha YZR-M1 | 20     | Fabio Quartararo   | QAT 11  | POR 7   | AME 12  | SPA 15  | FRA Ret | CAT 9   | ITA 18  | NED 12  | GER 11  | GBR 11  | AUT 18  | ARA Ret | RSM 7   | ERM 7   | INA 7   | JPN 12  | AUS 9   | THA 16  | MAL 6   | SLD 11 |        |        | 13.º   | 113      | 8.º    | 144    |
| 2024   | M      | Monster Energy Yamaha MotoGP | Yamaha YZR-M1 | 42     | Álex Rins          | QAT 16  | POR 13  | AME Ret | SPA 13  | FRA 15  | CAT 20  | ITA 15  | NED Ret | GER     | GBR WD  | AUT 16  | ARA 9   | RSM 19  | ERM DNS | INA 11  | JPN 16  | AUS 13  | THA Ret | MAL 8   | SLD 21 |        |        | 18.º   | 31       | 8.º    | 144    |
| 2024   | M      | Monster Energy Yamaha MotoGP | Yamaha YZR-M1 | 87     | Remy Gardner       | QAT     | POR     | AME     | SPA     | FRA     | CAT     | ITA     | NED     | GER 19  | GBR 18  | AUT     | ARA     | RSM     | ERM     | INA     | JPN     | AUS     | THA     | MAL     | SLD    |        |        | 26.º   | 0        | 8.º    | 144    |
| 2025   | M      | Monster Energy Yamaha MotoGP | Yamaha YZR-M1 | 20     | Fabio Quartararo   | THA 15  | ARG 14  | AME 10  | QAT 7   | SPA 2   | FRA     | GBR     | ARA     | ITA     | NED     | GER     | CZE     | AUT     | HUN     | CAT     | RSM     | JPN     | INA     | AUS     | MAL    | POR    | VAL    | 6.º*   | 50*      | 4.º*   | 67*    |
| 2025   | M      | Monster Energy Yamaha MotoGP | Yamaha YZR-M1 | 42     | Álex Rins          | THA 17  | ARG 11  | AME 11  | QAT 12  | SPA 13  | FRA     | GBR     | ARA     | ITA     | NED     | GER     | CZE     | AUT     | HUN     | CAT     | RSM     | JPN     | INA     | AUS     | MAL    | POR    | VAL    | 17.º*  | 17*      | 4.º*   | 67*    |

- * Temporada en progreso.

## Estadísticas de pilotos en el Campeonato del Mundo de Motociclismo
Datos actualizados hasta el Gran Premio de España de 2025
| Núm. | Piloto            | Grandes Premios |
| ---- | ----------------- | --------------- |
| 1    | Valentino Rossi   | 255             |
| 2    | Jorge Lorenzo     | 156             |
| 3    | Carlos Checa      | 95              |
| 4    | Fabio Quartararo  | 83              |
| 5    | Maverick Viñales  | 78              |
| 6    | Max Biaggi        | 64              |
| 7    | Colin Edwards     | 52              |
| 8    | Franco Morbidelli | 45              |
| 9    | Ben Spies         | 32              |
| 10   | Álex Rins         | 22              |

| Núm. | Piloto           | Victorias |
| ---- | ---------------- | --------- |
| 1    | Valentino Rossi  | 56        |
| 2    | Jorge Lorenzo    | 44        |
| 3    | Max Biaggi       | 8         |
| 3    | Maverick Viñales | 8         |
| 4    | Fabio Quartararo | 8         |
| 5    | Ben Spies        | 1         |

| Núm. | Piloto             | Podios |
| ---- | ------------------ | ------ |
| 1    | Valentino Rossi    | 142    |
| 2    | Jorge Lorenzo      | 107    |
| 3    | Max Biaggi         | 28     |
| 4    | Maverick Viñales   | 24     |
| 5    | Fabio Quartararo   | 22     |
| 6    | Carlos Checa       | 13     |
| 7    | Colin Edwards      | 6      |
| 8    | Ben Spies          | 4      |
| 9    | Katsuyuki Nakasuga | 1      |

- Negrita: Piloto en actividad, compitiendo actualmente para Yamaha.